# Léopard de la meilleure interprétation masculine
 (juin 2025).
Le Léopard de la meilleure interprétation masculine est un prix de cinéma décerné au Festival international du film de Locarno.

## Lauréats
| Année       | Acteur                                                                  | Film                                   |
| ----------- | ----------------------------------------------------------------------- | -------------------------------------- |
| 1948-1973   | non attribué                                                            |                                        |
| 1974        | Rajesh Khanna                                                           | Roti                                   |
| 1975 - 1990 | non attribué                                                            |                                        |
| 1991        | Mourad Bounaas                                                          | Cheb                                   |
| 1992        | non attribué                                                            |                                        |
| 1993        | André Eisermann                                                         | Kaspar Hauser                          |
| 1994        | non attribué                                                            |                                        |
| 1995        | Samy Naceri                                                             | Raï                                    |
| 1996        | Grégoire Colin                                                          | Nénette et Boni                        |
| 1997        | Valerio Mastandrea                                                      | Devenir adulte                         |
| 1998        | Adam Bousdoukos, Aleksandar Jovanovic et Mehmet Kurtuluş                | L'Engrenage                            |
| 1999        | Serge Riaboukine                                                        | Peau d'homme coeur de bête             |
| 2000        | Roland Düringer, Josef Hader et Joachim Bißmeier                        | Le Braquage                            |
| 2001        | Andoni Garcia                                                           | Vers la révolution en 2 CV             |
| 2002        | Yorgos Karayannis                                                       | Dyskoloi apohairetismoi: O babas mou   |
| 2003        | Serban Ionescu                                                          | Maria                                  |
| 2004        | Mohammad Bakri                                                          | Private                                |
| 2005        | Patrick Drolet                                                          | La neuvaine                            |
| 2006        | Burghart Klaussner                                                      | L'Homme de l'ambassade                 |
| 2007        | Michel Piccoli                                                          | Les Toits de Paris                     |
| 2007        | Michele Venitucci                                                       | Fuori dalle corde                      |
| 2008        | Tayanç Ayaydin                                                          | Pazar: Bir Ticaret Masali              |
| 2009        | Antonis Kafetzopoulos                                                   | 100 % grec                             |
| 2010        | Emmanuel Bilodeau                                                       | Curling                                |
| 2010        | Uliks Fehmiu                                                            | Beli, beli svet                        |
| 2011        | Bogdan Dumitrache                                                       | Din dragoste cu cele mai bune intenții |
| 2012        | Walter Saabel                                                           | L'Éclat du jour                        |
| 2013        | Fernando Bacilio                                                        | El mudo                                |
| 2014        | Artiom Bystrov                                                          | L'Idiot !                              |
| 2015        | Jeong Jae-yong                                                          | Un jour avec, un jour sans             |
| 2016        | Andrzej Seweryn                                                         | The Last Family                        |
| 2017        | Elliott Crosset Hove                                                    | Winter Brothers                        |
| 2018        | Gi Ju-bong                                                              | Hotel by the River                     |
| 2019        | Regis Myrupu                                                            | La Fièvre                              |
| 2021        | Filipp Iankovski                                                        | Ivan Denissovitch                      |
| 2022        | Goran Markovic                                                          | Sigurno mjesto                         |
| 2023        | non attribué                                                            |                                        |
| 2024        | Gelminė Glemžaitė, Agnė Kaktaitė, Giedrius Kiela et Paulius Markevičius | Seses                                  |